# Понеделник пазар
Понеделник пазара в Пловдив се намира в югоизточното подножие на Джамбаз тепе в район Централен.

## История
Няма сведения от кога е съществувал седмичният пазар на площад „Цар Крум“ в Пловдив, но на 10 януари 1927 г. вестник „Пловдивски общински вести“ публикува статия, в което се съобщава, че пловдивският общински съвет е взел решение да премести пазара от площад „Цар Крум“ на площада пред църквата „Света Петка“ в „Новата махала“. Според решението пазарът, който се извършва в понеделник, се мести от 1 април 1927 г.
В района на пазара е изградена първата бензиностанция в Пловдив през 1942 г. През 1950-те входът за пазара е бил още на площада при разкопките на Източната порта. Там в началото на улицата е имало бариера, която да спира навлизането на каруци в понеделник – пазарния ден.

## Забележителности
На площад „Понеделник пазар“ се намира паметникът на Йоаким Груев.

## Галерия
- Площад „Цар Крум“ през 1892 г.
- Понеделник пазар през 2019 г.
- Паметникът на Йоаким Груев